# Вильва (приток Говорухи)
Вильва — река в России, протекает в Красновишерском районе Пермского края. Устье реки находится в 2,5 км по левому берегу реки Говоруха. Длина реки составляет 20 км.

## Течение
Исток реки на холмах Полюдова Кряжа в 15 км к северо-востоку от посёлка Вишерогорск. Вильва течёт на юго-запад, в нижнем течении поворачивает на северо-запад. Течёт по ненаселённой местности среди холмов, покрытых елово-берёзовой тайгой. Приток — Родник (правый). Впадает в Говоруху севернее деревни Заговоруха, в 2,5 км выше впадения самой Говорухи в Вишеру. Высота устья — 127,0 м над уровнем моря.

## Данные водного реестра
По данным государственного водного реестра России относится к Камскому бассейновому округу, водохозяйственный участок реки — Кама от водомерного поста у села Бондюг до города Березники, речной подбассейн реки — бассейны притоков Камы до впадения Белой. Речной бассейн реки — Кама.
Код объекта в государственном водном реестре — 10010100212111100004853.